# Социал-демократическая партия (Исландия)
Социа́л-демократи́ческая па́ртия Исла́ндии (СДПИ, собственно Народная партия, исл. Alþýðuflokkurinn от alþýðu- — «народный» и flokkur — «партия») — политическая партия, существовавшая в Исландии с 1916 года. До 1940 года организационно связана с объединением профсоюзов «Союз трудящихся Исландии» (АСИ, ASÍ). В парламентских выборах 1999 года участвовала в составе блока «Социал-демократический альянс». СПДИ упразднена 5 мая 2000 года, когда основана партия «Социал-демократический альянс».
СДПИ объединяла часть рабочих и средние слои населения.
Политическая и идеологическая платформа СДПИ была расплывчатой.
Центральным печатным органом СДПИ была газета «Альтидюбладид» (Alþýðublaðið).

## История
Социал-демократическая партия Исландии создана в 1916 году. В том же году возник «Союз трудящихся Исландии» (АСИ, Alþýðusamband Íslands, ASÍ) как объединение профсоюзов. До 1940 года АСИ и СДПИ составляли единое целое.
Первым депутатом альтинга от СДПИ стал избранный на выборах в октябре 1916 года в избирательном округе Рейкьявик Ёрюндюр Бриньоульфссон (Jörundur Brynjólfsson; 1884—1979).
В 1919 году в рядах СДПИ возникла и в 1921 году оформилась автономная коммунистическая группа, которая в 1930 году откололась с созданием Коммунистической партии Исландии (КПИ).
В 1926 году СДПИ вступила в Социалистический рабочий интернационал (затем Социалистический интернационал, Социнтерн, СИ). Относилась к правому крылу Социнтерна.
В 1934—1938 годах СДПИ входила в коалиционное правительство под руководством премьер-министра Херманна Йоунассона (Прогрессивная партия).
В 1938 году от СДПИ вновь откололось левое крыло во главе с Хединном Вальдимарссоном и Сигфусом Сигюрхьяртарссоном, которое слилось с КПИ. Была создана Единая социалистическая партия Исландии (ЕСПИ).
В 1939—1942 годах СДПИ входила в коалиционное правительство под руководством премьер-министра Херманна Йоунассона (Прогрессивная партия). В коалицию также входила Партия независимости.
В 1940 году произошёл раскол с объединением профсоюзов «Союз трудящихся Исландии» (АСИ).
В 1944—1947 годах СДПИ входила в коалиционное правительство под руководством Оулавюра Торса (Партия независимости). В коалицию также входила ЕСПИ.
В 1947—1949 годах председатель СДПИ Стефаун Йоуханн Стефаунссон возглавлял правительство. При премьерстве Стефауна Йоуханна Стефаунссона Бьярни Бенедиктссон подписал Североатлантический договор в 1949 году.
Левое крыло СДПИ во главе с бывшим председателем СДПИ Ханнибалем Вальдимарссоном откололось и создало с ЕСПИ социалистический избирательный блок «Народный союз» (Alþýðubandalagið), выступавший совместно на выборах в 1956—1968 годах и затем ставший единой партией в 1968 году.
На парламентских выборах 1956 года СДПИ не выставляла кандидатов в округах, где баллотировались кандидаты от Прогрессивной партии. Такое сотрудничество было взаимным. В 1956—1958 годах СДПИ входила в коалиционное правительство под руководством премьер-министра Херманна Йоунассона (Прогрессивная партия).
В 1958—1959 годах председатель СДПИ Эмиль Йоунссон возглавлял однопартийное правительство меньшинства, которое поддерживала в альтинге Партия независимости.
В 1959—1963 годах СДПИ входила в коалиционное правительство под руководством Оулавюра Торса (Партия независимости).
В 1963—1970 годах СДПИ входила в коалиционное правительство под руководством Бьярни Бенедиктссона (Партия независимости).
В 1970—1971 годах СДПИ входила в коалиционное правительство под руководством Йоуханна Хафстейна (Партия независимости).
В 1979—1980 годах председатель СДПИ Бенедикт Сигюрдссон Грёндаль возглавлял однопартийное правительство.
Перед выборами 1983 года бывший министр образования Вильмюндюр Гильфасон вышел из СДПИ и основал партию «Союз социалистов» (Bandalag jafnaðarmanna).
В 1987—1988 годах СДПИ входила в коалиционное правительство под руководством Торстейдна Паульссона (Партия независимости). В коалицию также входила Прогрессивная партия.
В 1988—1989 годах СДПИ входила в коалиционное правительство под руководством Стейнгримюра Херманнссона (Прогрессивная партия). В коалицию также входил «Народный союз».
В 1989—1991 годах СДПИ входила в коалиционное правительство под руководством Стейнгримюра Херманнссона (Прогрессивная партия). В коалицию также входил «Народный союз» и Гражданская партия (Borgaraflokkurinn) Альберта Гвюдмюндссона.
В 1991—1995 годах СДПИ входила в коалиционное правительство под руководством Давида Оддссона (Партия независимости). Председатель СДПИ Йоун Бальдвин Ханнибальссон был министром иностранных дел. При нём подписано соглашение о Европейской экономической зоне (ЕЭЗ).
В 1994 году бывший заместитель председателя СДПИ Йоханна Сигурдардоуттир основала партию «Народное пробуждение» (Þjóðvaki).
В 1996 году СДПИ и «Народное пробуждение» создали парламентскую группу социал-демократов.
Перед выборами 1999 года СДПИ, «Народный союз», «Народное пробуждение» и «Женский список» создали избирательный блок «Социал-демократический альянс». В 2000 году в результате их слияния создана партия. Из оппонентов слияния в 1999 году было создано «Лево-зелёное движение».

## Председатели
- 1916—1938 Йоун Бальдвинссон[исл.]
- 1938—1952 Стефаун Йоуханн Стефаунссон
- 1952—1954 Ханнибаль Вальдимарссон[англ.]
- 1956—1968 Эмиль Йоунссон
- 1968—1974 Гильви Торстейнссон Гисласон[англ.]
- 1974—1980 Бенедикт Сигюрдссон Грёндаль
- 1980—1984 Кьяртан Йоуханссон[англ.]
- 1984—1996 Йоун Бальдвин Ханнибальссон[англ.]